# ダーク広和
ダーク広和（ダークひろかず、1958年12月23日 - ）は、日本の奇術師。社団法人日本奇術協会理事。落語協会会員。
神奈川県横浜市出身。横浜市立桜丘高等学校卒業。

## 略歴
小学校3年生の頃からマジックに興味を持ち、高校時代より本格的にマジシャンとしての活動を開始する。多くの舞台経験を積むと同時に、松旭斎ひろこ師匠のアシスタントを務め、プロマジシャンとしての基礎を築く。高校卒業と同時に、ダーク大和に弟子入り。4年間の内弟子生活を経た。
- 1980年松竹演芸場にてプロデビュー。
- 1995年オウム事件の余波が冷めやらぬなか、著書『催眠術師になりたい』刊行。
- 2000年中野ZEROホールにて20周年記念リサイタルを行う。
- 2001年北とぴあにてリサイタル開催。同年、上海で開かれた国際マジックフェスティバルで特別賞を受賞。
- 2002年国立演芸場でリサイタル開催など、年1回のペースで新作マジックを公開している。
- 2006年1月26日 警視庁捜査一課と東大和署による、ハーレム“事件”強制捜査で首謀者が逮捕された際、現場からダーク広和の著書『催眠術師になりたい』が押収されたという報道がなされ、首謀者が駆使したモテる呪文とこの著書に関係があるのではないかと、一気にダークは時の人になる。なお“事件”の首謀者は、同年6月に執行猶予付きで有罪となる。
- 2006年9月25日 吉田豪が、『催眠術師になりたい』を書いたのはゴーストライターであり、その書き手は自身（25歳のころ）であることを暴露（TBSラジオ・コラムの花道）
- 2008年4月1日 柳家さん喬門下として落語協会入会

演技レパートリーは非常に幅広く、イリュージョン、テーブルマジックはもとより日本の古典奇術である「和妻」もこなす。また、マジシャンとして自ら舞台を踏むだけでなく、マジックを駆使したテクニカルアドバイザーとしての経験も古く、多くのテレビ番組やステージにおける特殊演出を手がけている。

## 著書
- 『催眠術師になりたい』（ダークヒロカズ名義、吉田豪がゴーストライターで執筆）
- 『大人にうけるおしゃれなマジック』
- 『柳家さん喬一門本 〜世にも奇妙なお弟子たち〜』＊さん喬と弟子たち共著（秀和システム、2021年1月）ISBN 978-4798063287』

## 関連
- 洗脳
- 催眠
- 呪文
- 落語
- 奇術
- マジシャン (奇術)